# Милушкина, Ольга Юрьевна
Ольга Юрьевна Милушкина (род. 30 августа 1975 года) — российский учёный-медик, специалист в области гигиены детей и подростков, член-корреспондент РАН (2022).

## Биография
Родилась 30 августа 1975 года.
В 1999 году с отличием окончила медико-профилактический факультет ММА (ныне Первого МГМУ) имени И. М. Сеченова.
В 2002 году защитила кандидатскую, а в 2014 — докторскую диссертацию на тему «Закономерности формирования морфофункциональных показателей детей и подростков в современных санитарно-гигиенических и медико-социальных условиях».
С 1999 по 2001 годы — врач-заведующая по гигиене детей и подростков ЦГСЭН на транспорте во Внуково.
В 2001 году прошла по конкурсу и до 2002 года занимала должность младшего научного сотрудника лаборатории изучения и прогнозирования состояния здоровья и факторов риска НИИ гигиены и охраны здоровья детей и подростков НЦЗД РАМН.
С 2002 по 2006 годы работала сначала врачом, затем заведующей отделом гигиены детей и подростков Федерального центра государственного санитарно-эпидемиологического надзора Минздрава России.
С 2007 года работает на кафедре гигиены педиатрического факультета РГМУ (ныне — РНИМУ) имени Н. И. Пирогова сначала ассистентом, затем доцентом, затем профессором, а с 2015 года — заведующей кафедрой. С 2020 года — проректор по учебной работе РНИМУ имени Н. И. Пирогова.
В 2022 году избрана членом-корреспондентом РАН по отделению медицинских наук.

## Научная деятельность
Специалист в области гигиены детей и подростков.
Автор и соавтор 305 печатных работ, из них 83 в журналах, рецензируемых ВАК РФ, 35 статей в журналах, индексируемых в Web of Science и Scopus, является соавтором 12 монографий и двух учебников «Гигиена» и «Гигиена и экология человека», членом редколлегии профильных медицинских журналов. Индекс Хирша по РИНЦ — 26.
Член Проблемной комиссии Научного Совета РАН по гигиене и охране здоровья детей и подростков, член Президиума Российского общества развития школьной и университетской медицины и здоровья, член Европейского антропологического общества, член Ученого совета Роспотребнадзора.

## Награды
- Медаль «За вклад в реализацию государственной политики в области образования и научно-технологического развития» (2022)
- Почетная грамота Министерства здравоохранения российской Федерации (2021)
- Благодарность Министра здравоохранения Российской Федерации (2017, 2020)